# West Dereham
West Dereham – wieś w Anglii, w hrabstwie Norfolk, w dystrykcie King’s Lynn and West Norfolk. Leży 58 km na zachód od Norwich i 126 km na północ od Londynu. Miejscowość liczy 440 mieszkańców.